# Комоча
Комоча (слч. Komoča, мађ. Kamocsa) насељено је мјесто са административним статусом сеоске општине (слч. obec) у округу Нове Замки, у Њитранском крају, Словачка Република.

## Становништво
| Година:    | 1994. | 2004.   | 2014.   | 2024.   |
| ---------- | ----- | ------- | ------- | ------- |
| Број људи: | 968   | 924     | 940     | 930     |
| Разлика:   |       | -4,54 % | +1,73 % | -1,06 % |

| Година:    | 2023. | 2024.   |
| ---------- | ----- | ------- |
| Број људи: | 922   | 930     |
| Разлика:   |       | +0,86 % |

Према подацима о броју становника из 2011. године насеље је имало 917 становника.